# Klub klubov
Klub klubov je album v živo slovenske pop rock skupine Avtomobili. Izšel je leta 2008 pri ZKP RTV Slovenija. Posnet je bil v sodelovanju z radijsko postajo Val 202 v prostorih RTV Slovenija pred publiko v živo.

## Seznam pesmi
Vso glasbo je napisal Mirko Vuksanović, vsa besedila pa Marko Vuksanović.
| Št. | Naslov                          | Dolžina |
| --- | ------------------------------- | ------- |
| 1.  | „Napoved‟ (Andrej Karoli)       |         |
| 2.  | „Mjesec je opet pun‟            |         |
| 3.  | „Napoved – Ona nosi uniformu‟   |         |
| 4.  | „Ona nosi uniformu‟             |         |
| 5.  | „Napoved – Prljavi jezik‟       |         |
| 6.  | „Prljavi jezik‟                 |         |
| 7.  | „Napoved – Sama‟                |         |
| 8.  | „Sama‟                          |         |
| 9.  | „Napoved – Enkrat v življenju‟  |         |
| 10. | „Enkrat v življenju‟            |         |
| 11. | „Ljubezen‟                      |         |
| 12. | „Napoved – V mrzlih dvoranah‟   |         |
| 13. | „V mrzlih dvoranah‟             |         |
| 14. | „Gospodar‟ (feat. Zoran Predin) |         |
| 15. | „Skozi leta‟                    |         |
| 16. | „Argentina‟                     |         |
| 17. | „Napoved – Hvala za pisma‟      |         |
| 18. | „Hvala za pisma‟                |         |
| 19. | „Navaden dan‟                   |         |
| 20. | „Enakonočje‟                    |         |
| 21. | „Napoved – Gorica‟              |         |
| 22. | „Gorica‟                        |         |
| 23. | „Odjava‟ (Andrej Karoli)        |         |
| 24. | „Drugačno nebo‟                 |         |

## Zasedba
Avtomobili
- Marko Vuksanović — glavni vokal
- Mirko Vuksanović — klaviature
- Boštjan Andrejc — kitara
- David Šuligoj — bas kitara, spremljevalni vokal
- Marko Lasić — bobni

Gostujoči glasbeniki
- Zoran Predin — vokal (8)